# Stephanopis parahybana
Stephanopis parahybana là một loài nhện trong họ Thomisidae.
Loài này thuộc chi Stephanopis. Stephanopis parahybana được Cândido Firmino de Mello-Leitão miêu tả năm 1929.